# 田范江
田范江(1974年1月—)是一位中国企业家。

## 生平
1974年1月出生，1996年获得清华大学计算机系学士学位，2000年获得清华大学博士学位。毕业后创建北京易居中装电子商务有限公司，2001年加入埃森哲担任咨询经理。2005年5月在北京创建百合网并担任董事长。2015年百合网在新三板挂牌上市。2017年12月正式和世纪佳缘合并，改名为百合佳缘。2018年7月，复星国际收购百合佳缘，控股占比69.18%。2019年4月30日宣布辞去百合佳缘董事长一职。同年5月17日成立北京博学明辨科技有限公司并担任董事长。